# Project X (2012)
Project X is een Amerikaanse filmkomedie uit 2012 van Nima Nourizadeh, naar een scenario van Michael Bacall en Matt Drake.
De titel Project X was oorspronkelijk de werktitel van de film. Het werd echter ook de officiële titel, omdat de titel wat geheimzinnig overkomt en daardoor de interesse wekt.
De film werd in circa vijf weken tijd opgenomen in Los Angeles met een budget van 12 miljoen dollar. De film is een groot succes geworden, de opbrengst van Project X is $100,9 miljoen. De film wordt gepresenteerd als homevideo vanuit het perspectief van een deelnemer met een camera die de gebeurtenissen vastlegt.

## Verhaal
Het plot volgt Thomas (Thomas Mann), Costa (Oliver Cooper) en JB (Jonathan Daniel Brown). De drie vrienden zijn van plan populariteit te winnen door een groot verjaardagsfeest voor Thomas te organiseren, een plan dat al snel helemaal uit de hand loopt.

## Imitaties
De film dient met enige regelmaat als inspiratiebron voor de jeugd in de echte wereld. Zo liep een Project X-feest in Houston in maart 2012 volledig uit de hand, waarbij een tiener werd doodgeschoten. Ook in Frankrijk en Duitsland vonden soortgelijke feesten plaats.
In Nederland liep in september 2012 een Project X volksoploop uit op rellen. De hype ontstond nadat een meisje uit het Groningse Haren een openbare uitnodiging voor haar verjaardagsfeest plaatste op de sociaalnetwerksite Facebook, waarna die uitnodiging wijder verspreid werd dan haar bedoeling was.